# Natalie Mastracci
Natalie Mastracci (Welland, 5 de junio de 1989) es una deportista canadiense que compitió en remo.
Participó en dos Juegos Olímpicos de Verano, obteniendo una medalla de plata en Londres 2012, en la prueba de ocho con timonel, y el quinto lugar en Río de Janeiro 2016, en la misma prueba.
Ganó cinco medallas en el Campeonato Mundial de Remo entre los años 2011 y 2015.

## Palmarés internacional
| Juegos Olímpicos   | Juegos Olímpicos         | Juegos Olímpicos  | Juegos Olímpicos   |
| Año                | Lugar                    | Medalla           | Prueba             |
| ------------------ | ------------------------ | ----------------- | ------------------ |
| 2012               | Londres (Reino Unido)    | Medalla de plata  | Ocho con timonel   |
| Campeonato Mundial |                          |                   |                    |
| Año                | Lugar                    | Medalla           | Prueba             |
| 2011               | Bled (Eslovenia)         | Medalla de plata  | Ocho con timonel   |
| 2013               | Chungju (Corea del Sur)  | Medalla de plata  | Cuatro sin timonel |
| 2013               | Chungju (Corea del Sur)  | Medalla de bronce | Ocho con timonel   |
| 2014               | Ámsterdam (Países Bajos) | Medalla de plata  | Ocho con timonel   |
| 2015               | Aiguebelette (Francia)   | Medalla de bronce | Ocho con timonel   |